# Lars Karlsson (schackspelare)
Lars Karlsson, född 11 juli 1955, är en stormästare i schack från Stockholm. Karlsson blev Sverigemästare år 1992 och erhöll priset Schackgideon åren 1979 och 1992. Karlssons högsta Elo-rating är 2550 och han tillhörde världseliten under 80-talet. Han har återkommande varit schackkrönikör i kvällstidningen Aftonbladet.